# Вікіпедія мовою зулу
Вікіпедія мовою зулу або зулуська Вікіпедія (зулу Wikipedia) — розділ Вікіпедії мовою зулу. Створена у 2003 році. Вікіпедія мовою зулу станом на 29 березня 2025 року містить 11 614 статей, 22 957 зареєстрованих користувачів, 45 активних дописувачів, 1 адміністратора
. Загальна кількість сторінок у Вікіпедії мовою зулу — 25 723, редагувань — 112 447, мультимедійні файли відсутні
. Глибина (рівень розвитку мовного розділу) Вікіпедії мовою зулу дуже мала і становить лише 6.5 пунктів
. 

## Історія
- Липень 2008 — створена 100-та стаття[3].
- Квітень 2012 — створена 500-та стаття[4].